# 瀬戸友里亜
瀬戸 友里亜（せと ゆりあ、1988年6月25日 - ）は、日本のAV女優。こずプロ所属。

## 略歴・人物
東京都出身。2012年にAVデビュー。

## 出演作品

### アダルトDVD
2012年
- 美しい女の初アナルセックス（1月25日、ダスッ!）
- 人妻と野外姦旅行（4月6日、ヤブサメ）
- 長野県塩尻市国道●号線 ラブホテルセ●ーヌ一〇三号室（5月4日、ドッグイア）他出演:西山真理、高樹結奈、あずみ恋
- ポルチオクライシス 強制受胎収容所 第三幕 指淫地獄のマリオネット（5月25日、ベイビーエンターテイメント）
- 聖拳グレイザー（6月22日、GIGA）
- 人妻肉体担保 性虐アナルアクメ（8月1日、中嶋興業）
- パーフェクトうんち 密着4日間5脱糞（10月20日、レイディックス）
- エグエグ・モンスター（11月19日、ドグマ）
- 浣腸飼育 強制野外排泄 8（11月20日、プールクラブ・エンタテインメント）
- RADIX 48 4thシーズン 立ちション祭り（12月20日、レイディックス）他出演:秋元美穂、村上涼子、矢沢りょう、翔田千里、椎名ひかる、要里緒菜、池田夏海、中谷そら、羽月希、天川芽来、モナ、松崎やや、森野ひなの、舞咲リオナ、高橋このみ、浅井めぐみ、三井ゆかり、櫻井ゆり、板橋春花、鮎川結女、海田咲、来栖ひなた、高橋千夏、美波翔子、宮里藍子、小咲みお、天束璃音、島田紗江、浅倉優、森島みく、蘭乃ゆめ、時乃みさと、大場柚奈、牧原薫、池端月菜、花咲薫、新山鈴、真柴千里、湖城りせ、名倉美里、谷澤みさと、堀部亜希、越野美穂、尾形まゆ、鮎美セイラ、香山さやか、新垣舞、桜井あいしゃ、村井志穂
- 肛門ムキ出し　アナルダンス　２（12月25日、ラハイナ東海）他出演:高橋エリカ、友利ルナ、奏音、栗田ちえり、穂積マヤ

2013年
- 人間崩壊シリーズ24 ゲロスカ痴女 汁女のウンゲロ祭（3月23日、ラッシュ）
- 親子丼 とろとろ卵の母子スワップ（4月25日、タカラ映像）共演:三上由梨絵
- 縄蜜淫画 其の五 和服の慟哭 残虐なる生贄の宴（4月25日、ベイビーエンターテイメント）
- 敏感な勃起乳首を舐めるレズ（5月19日、ゑびすさん）他出演:吉岡早紀、若菜すず、雨宮あみ、鈴木かな、藤咲リオナ、桜井舞、村井志穂、谷村あゆり、高沢沙耶、新城えりな、長澤絢、佐山あづみ、高村ひよ奈 ほか
- Double Dancer 2（5月25日、ジャネス）共演:吉村杏菜
- Temptation 危ない前貼りDANCE 2（6月15日、未来 フューチャー）共演:吉村杏菜
- オペラ8周年記念 まじスカ学園 スカトロ女番長 激グソ大乱交（6月25日、OPERA）共演:高沢沙耶、優木あおい、こずえまき、牧野絵里、姫乃未来、小嶋千晴
- 全裸乱舞!卑猥なオイリーダンス!!（アナル全開!極小マエバリ!メコスジくっきり!）（7月5日、未来 フューチャー）他出演:琥珀うた、藤崎もえ、宮間葵、相葉レイカ
- レズエステティシャン 舐め合いオイルマッサージ（7月25日、ジャネス）他出演:波多野結衣、Maika、琥珀うた、宮間葵、飯田せいこ、渡里麻穂、吉村杏菜、杏紅茶々、相葉レイカ
- 若妻のアナル 私は敏感乳首でアナル好きな三十歳の人妻です（7月25日、Mellow Moon）
- 男が苦しむ姿を見るのが好き! 首絞め痴女（7月30日、Vamp Freyja）
- 職業別パンストレディー 〜働くお姉さんのパンストの匂い〜（8月5日、ジャネス）
- 奥さんスマタ抜きだよね?生チン入ってるけど…しかも中出しまでさせてくれて… VOL.2 しかも、中出しまでさせてくれて…（8月23日、Nadeshiko）他出演:松下美雪、川島さな、沢平秋乃、北井梓、藤咲セイラ
- セレブな人妻風俗嬢（8月23日、Nadeshiko）他出演:岩佐あゆみ、高橋美緒、松下美雪、進藤由紀乃、新山沙希、高下えりか、結城みさ、優月良花、水谷ゆりえ ほか
- ティアリーサイレン ドミネーション編/電マ編/凌辱編/ふたなり編（8月23日、GIGA）
- 悶絶＆絶頂アナルSEX8時間（8月25日、ダスッ）他出演:つくし、辻本りょう、小澤マリア、須真杏里、浅乃ハルミ、條めぐみ、横山みれい、美咲恋、泉麻那、まりか、橘ひなた、菅野しずか、矢吹杏、希咲あや、南野あかり、希咲エマ、藍野夢、夢見あくび、北川エリカ、大島あいる、藤井千沙、武井麻希 ほか
- ポルチオクライシス超総集編危険なる子宮絶頂物語（9月7日、ベイビーエンターテイメント）他出演:七咲楓花、伊吹りさ、水澤りの、高沢沙耶
- 縄蜜淫画SUPER BEST縄殺媚堕の舞追いつめられて涙を浮かべる女たち（11月7日、ベイビーエンターテイメント）他出演:坂本理沙、壬生アンナ、大葉さくら、西園寺れお、小澤さと美
- 欲情人妻レズバトル社宅内で勃発する妖艶な妻同士の派閥争い（11月9日、ディープス）他出演:音無かおり、加藤ツバキ
- 尻三昧（12月6日、SAJI）他出演:あやなれい、高沢沙耶、星乃ゆう、吉村杏菜、松すみれ、松下りん、新條イオリ、北谷静香
- 浣腸大噴射ベスト イキまくりベスト（12月19日、ドグマ）他出演:美咲結衣、優木あおい、北条麻妃、水嶋あい、桃瀬えみる、朝田ばなな、星月まゆら、大沢佑香（晶エリー、新井エリー）、大塚ひな、青山里沙、日高ゆりあ、夏芽涼、野中あんり
- 日本女性のアナル50人6時間2枚組（12月20日、レイディックス）他出演:初美沙希、琥珀うた、大城かえで、南梨央奈、愛代さやか、飯田せいこ、荒木まい、高沢沙耶、朝倉ことみ、大桃りさ、みづなれい ほか

2014年
- 極上のM性感フェザータッチ回春エステ手コキサロンNo2（1月5日、ジャネス）他出演:波多野結衣、小宮山せりな、咲月りこ、美泉咲
- JKギャルズW淫語クイコミDANCE（2月5日、ジャネス）共演:吉村杏奈　他出演:宮間葵、琥珀うた、渡里麻穂、飯田せいこ、三浦まい、相葉レイカ、杏紅茶々、篠田ゆう
- 熟ズボッ! こんなヤリ方ってひどい…でも、もっとシタい! 戸惑うのは最初だけ、エロ満開熟女スペシャル（3月4日（レンタル）/7月11日（セル）、アテナ映像）他出演:桜木かおり、藤原理奈子、新野美穂、兵藤まき
- M男専用癒し性感メンズエステ（3月5日、未来 フューチャー）他出演:小宮山せりな、波多野結衣、立花さや、美泉咲
- 被虐監禁性奴隷（3月16日、BLACK MAGICIAN）
- 日本女性のマン毛（3月20日、プールクラブ・エンタテインメント）他出演:朝倉ことみ、まりか、沙藤ユリ、五十嵐しのぶ、美咲結衣、桃宮もも ほか
- 西麻布裏通り 性感オイルレズエステ（4月1日、style art）共演:吉村杏奈　他出演:波多野結衣、飯田せいこ、渡里麻穂、琥珀うた、宮間葵、杏紅茶々、相葉レイカ、Maika
- 美女にお鼻をベロベロ舐められたい! 2（4月20日、レイディックス）他出演:新山かえで、五十嵐しのぶ、上原みどり、宮下ゆうこ
- まじスカ倍返し クソ女上司に糞ぶちかましスカトロ肛門ペニバン乱交（4月25日、OPERA）共演:宮崎由麻、井上リカ、美神聖良、辻村理枝
- 飲尿体液レズビアン 2（5月16日、V&Rプランニング）共演:高沢沙耶
- シルバーエイジからのAV男優入門 2（5月20日、レイディックス）他出演:西園寺れお、朝倉ことみ、徳井唯、立花レナ
- 若妻のテクニック 巷でウワサの病みつき手淫エステティシャン（5月23日、なでしこ）他出演:波多野結衣、如月りこ、Maika、河純ひなみ、稲川なつめ、沙藤ユリ
- 初めてのアナルオナニーで色々漏らしてしまう女達（5月28日、ラハイナ東海）他出演:つるのゆう ほか
- 強烈首絞め世界 第二（6月3日、ラハイナ東海）他出演:佐々木果穂、田中みゆき、小林りおん、沢白百合、星みなみ、片島みゆき、天野小雪、高沢沙耶
- 自分のウンコ姿を至近距離で見せつけたい 困った性癖持ちのオンナ（6月19日、大塚フロッピー）
- 脱糞ファーストフード（6月20日、V&Rプランニング）共演:小司あん、榎本あやめ、吉本ひろこ
- 新・おしっこパーティー 3（6月20日、レイディックス）共演:倉科もえ、杉崎麗、高沢沙耶、橋野愛琉
- クチコミで評判 指先で際どいマッサージをされたり、スケベな言葉で挑発されたり、僕のチ○ポはギンギンに勃起してカウパー液出しまくり!これがうわさの性感エステサロン（6月20日、ケンシロウプロジェクト）他出演:篠田ゆう、つばさ、藤北彩香、管野ミリア、小宮山せりな、美泉咲、如月りこ、波多野結衣
- M男を人間便器にして楽しむゲロスカ女子倶楽部（7月10日、火星魂）
- 私立肛門開発学院 〜入肛生募集中〜（8月8日、V&Rプロデュース）共演:篠宮ゆり、芹沢つむぎ、小司あん
- 人間便器株式会社（8月14日、V&Rプランニング）共演:夏目葵、甲斐ミハル、小宮山えみ
- 偶然覗いてしまった、百合の世界（9月1日、ゑびすさん）他出演:倉科もえ、内倉麻衣、美月、柏木りか、阿部涼音
- おしっこシャワー 2（10月20日、レイディックス）他出演:雨宮真貴、蒼井まろん、佐々木果穂、如月しょうこ、安藤りな（安藤莉奈）、安田あずみ、杉崎麗、杉浦彩、朴美純、宮川れみ、加賀しのぶ、高沢沙耶、仲里ゆう、佐伯かのん（水原薫子）、百瀬かな、めいさ（有吉芽衣紗）、三城ゆき子、進藤しずか、小川奈緒、紫彩乃、要ユリア、椎名ひかる、田名部はるな、岸本りか、夏目葵、星川麻紀、五十嵐しのぶ、中園貴代美、黒咲ルカ
- 極上のM性感 フェザータッチ回春エステ手コキサロンDX 4時間（12月5日、ジャネス）他出演:小宮山せりな、沙藤ユリ、穂積マヤ、波多野結衣、美泉咲、稲川なつめ、咲月りこ、河純ひなみ、Maika（MEW）

### イメージDVD
- 湯けむり女ふたり旅（2013年6月28日、オルスタックピクチャーズ）共演:高沢沙耶